# 高瀬隼彦
高瀬 隼彦（たかせ はやひこ、1930年 - 2018年12月27日）は、日本の建築家。鹿島建設の建築家として活動。その後渡米し、ロスアンジェルス高瀬隼彦建築事務所主宰。

## 代表作品
- リトル･トーキョー再開発計画・鹿島ビル
- ダブルツリー・ヒルトン
- 都ホテル
- 目白の家
- 小袋坂の家
- 成城の家（1962）
- 鎌倉の家（大江宏と）
- 街中の家
- 高瀬邸・杉本邸（2012）
- リッカー会館（1963年度日本建築学会賞）

## 著書
- 現代建築家シリーズ　リチャード・ノイトラ：二川幸夫写真　清家清・高瀬隼彦文、美術出版社、1969